# Exopterygota
Gli Esopterigoti (Exopterygota) costituiscono un raggruppamento di Insetti della sottoclasse Pterygota interpretato, secondo gli schemi tassonomici, con differenti inquadramenti sistematici in quanto parafiletico dal punto di vista filogenetico.

## Caratteri generali
Gli Esopterigoti sono insetti alati con carattere di primitività, nella scala evolutiva, rappresentato fondamentalmente dal tipo di metamorfosi, genericamente denominata eterometabolia o metamorfosi incompleta: in generale, lo sviluppo postembrionale è caratterizzato dalla successione di stadi poco differenti dall'adulto (neanide e ninfa) e le ali si sviluppano gradualmente da abbozzi esterni lo stadio ninfale. L'eventuale assenza di ali è un carattere secondario.
Dall'uovo nascono individui, denominati neanidi, che differiscono sostanzialmente dall'insetto adulto per le minori dimensioni e per l'assenza delle ali. Le neanidi possono vivere nello stesso ambiente dell'adulto oppure in ambienti differenti, con conseguente differenziazione di due forme di eterometabolia.

## Metamorfosi

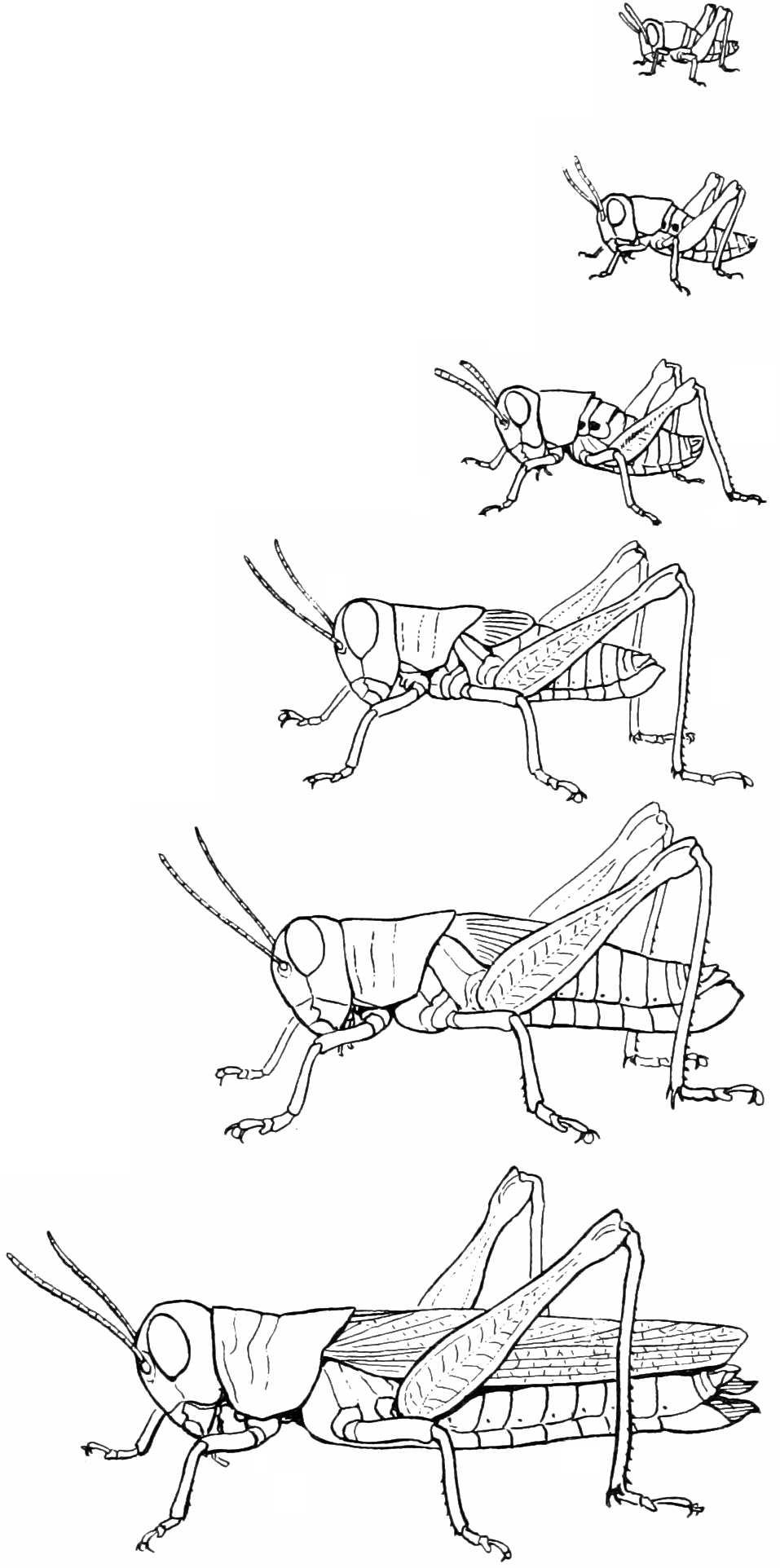
Metamorfosi negli Ortotteri.

Le forme tipiche di metamorfosi che si riscontrano in questi insetti si riconducono a tre tipi fondamentali:
- pseudoametabolia: gli stadi preimmaginali sono praticamente simili all'adulto, fatta eccezione per le dimensioni, in quanto si tratta di specie secondariamente attere; stadi preimmaginali e adulti vivono nello stesso ambiente. Tra gli  pseudoametaboli si annoverano i Mallofagi, gli Anopluri ed alcuni Ortotteri e Rincoti. L'ontogenesi per questi gruppi è data dalla successione degli stadi di uovo, neanide e immagine
- paurometabolia: le neanidi sono simili agli adulti, ma più piccoli e senza le ali e gli apparati riproduttori, queste strutture verranno acquistate gradualmente durante lo stadio ninfale; gli adulti sono alati e vivono nello stesso ambiente degli stadi preimmaginali. Tra i paurometaboli si annoverano Ortotteri e Rincoti Omotteri. L'ontogenesi per questi gruppi vede la successione degli stadi di uovo, neanide, ninfa e immagine.
- emimetabolia: le neanidi attraversano uno stadio ninfale e divengono poi adulti alati che vivono in un ambiente diverso da quelli degli stadi preimmaginali. Caratteristici insetti emimetaboli sono gli Odonati, i Plecotteri e alcuni Rincoti. L'ontogenesi per questi gruppi è data dalla successione degli stadi di uovo, neanide, ninfa e immagine.

Altre forme di metamorfosi sono presenti in ristretti gruppi sistematici, appartenenti per lo più all'ordine dei Rhynchota, e consistono nella catametabolia e nella neometabolia; oppure nell'ordine degli Ephemeroptera, che presentano una metamorfosi particolare, la prometabolia, caratterizzata dalla presenza di due stadi consecutivi di immagine.

## Sistematica
Gli Esopterigoti comprendono almeno 130 000 specie ripartite in 16 ordini.
L'inquadramento sistematico degli Esopterigoti è confuso a causa della discordanza fra gli schemi tassonomici su base morfologica e quelli su base filogenetica, che pongono in discussione le suddivisioni corrispondenti a ranghi superiori a quello dell'ordine. Gli Esopterigoti rappresentano un raggruppamento artificiale in quanto parafiletico. Secondo lo schema sistematico, sono pertanto considerati differenti ranghi e differenti posizioni. Fra le tassonomie più recenti si considerano gli Esopterigoti un superordine compreso all'interno dell'infraclasse Neoptera distinta dall'infraclasse Palaeoptera o, addirittura, un raggruppamento non sistematico corrispondente ai superordini Paraneoptera e Polineoptera.
In questa sede si considera il raggruppamento degli Esopterigoti nel rango di coorte, suddiviso in tre subcoorti:
- Subcoorte Palaeoptera. Comprende insetti primitivi con ali prive di regione jugale. Diversi ordini sono estinti nel corso del Paleozoico o del Mesozoico. Sono attualmente presenti sulla Terra solo i seguenti due ordini:
  - Subcoorte Palaeoptera. Ordini:
    - Ephemeroptera
    - Odonata

- Subcoorte Neoptera. Comprende insetti più evoluti dei precedenti, secondariamente atteri o con ali provviste di regione jugale. Vi sono compresi la maggior parte degli ordini della coorte, articolati in ranghi sistematici intermedi (superordini e sezioni):
  - Subcoorte Neoptera
    - Superordine Polyneoptera
      - Sezione Blattoidea. Ordini:
        - Blattodea
        - Mantodea
        - Isoptera
        - Zoraptera

      - Sezione Plecopteroidea. Ordini:
        - Plecoptera

      - Sezione Embiopteroidea. Ordini:
        - Embioptera

      - Sezione Orthopteroidea. Ordini:
        - Grylloblattodea
        - Dermaptera
        - Phasmoidea
        - Orthoptera
        - Mantophasmatodea

    - Superordine Paraneoptera
      - Sezione Psocoidea. Ordini:
        - Psocoptera (o Corrodentia)
        - Mallophaga
        - Anoplura

      - Sezione Thysanopteroidea. Ordini:
        - Thysanoptera

      - Sezione Rhynchotoidea. Ordini:
        - Rhynchota